# Sainte-Preuve
Sainte-Preuve är en kommun i departementet Aisne i regionen Hauts-de-France i norra Frankrike. Kommunen ligger  i kantonen Sissonne som ligger i arrondissementet Laon. År 2022 hade Sainte-Preuve 68 invånare.

## Befolkningsutveckling
Antalet invånare i kommunen Sainte-Preuve
Referens: INSEE